# Control de acceso al medio
En informática y telecomunicaciones, el control de acceso al medio (conocido por las siglas MAC, del inglés: Media Access Control) es el conjunto de mecanismos y protocolos de comunicaciones a través de los cuales varios "interlocutores" (dispositivos en una red, como computadoras, teléfonos móviles, etcétera) se ponen de acuerdo para compartir un medio de transmisión común (por lo general, un cable eléctrico o fibra óptica, o en comunicaciones inalámbricas el rango de frecuencias asignado a su sistema).
Es un concepto distinto que la multiplexación, aunque esta última es una técnica que pueden utilizar los mecanismos de MAC.

## Introducción
Uno de los problemas a resolver en un sistema de comunicaciones es cómo repartir entre varios usuarios el uso de un único canal de comunicación o medio de transmisión, para que puedan gestionarse varias comunicaciones al mismo tiempo. Sin un método de organización, aparecerían interferencias que podrían resultar molestas o directamente impedir la comunicación. Este concepto se denomina multiplexado o control de acceso al medio, según el trayecto de comunicación.
Una analogía posible para el problema del acceso múltiple sería una habitación (que representaría el canal) en la que varias personas desean hablar al mismo tiempo. Si varias personas hablan a la vez, se producirán interferencias y se hará difícil la comprensión. Para evitar o reducir el problema, podrían hablar por turnos (estrategia de división por tiempo o TDMA), hablar unos en tonos más agudos y otros más graves (división por frecuencia o FDMA), dirigir sus voces en distintas direcciones de la habitación (división espacial o SDMA) o hablar en idiomas distintos (división por código, como en CDMA); solamente las personas que conocen el código (es decir, el "idioma") pueden entenderlo.

## Uso en redes de comunicación
Más específicamente, en redes de computadoras, la sigla MAC, del inglés Media Access Control, se emplea en la familia de estándares IEEE 802, para definir la subcapa de control de acceso al medio.
La subcapa MAC se sitúa en la parte inferior de la capa de enlace de datos (capa 2 del Modelo de Referencia OSI). La implementación exacta de esta subcapa puede variar dependiendo de los requerimientos de la capa física (por ejemplo Ethernet, Token Ring, WLAN).
Algunas de las funciones de la subcapa MAC incluyen:
- Controlar el acceso al medio físico de transmisión por parte de los dispositivos que comparten el mismo canal de comunicación.
- Agregar la dirección MAC del nodo fuente y del nodo destino en cada una de las tramas que se transmiten.
- Al transmitir en origen debe delimitar las tramas de red agregando bits de bandera (flags) para que el receptor pueda reconocer el inicio y fin de cada trama.
- Al recibir en destino debe determinar el inicio y el final de una trama de datos dentro de una cadena de bits recibidos por la capa física.
- Efectuar detección y, si procede, corrección de errores de transmisión.
- Descartar tramas duplicadas o erróneas.